# Richard Tamblé
Richard Tamblé (* 27. September 1913 in Völklingen; † 11. Juni 1982 in Westerland, Sylt) war ein deutscher Zahnarzt und Politiker (SPD).

## Leben und Beruf
Nach dem Abitur am Reformrealgymnasium nahm Tamblé ein Studium der Zahnheilkunde in Freiburg im Breisgau und Köln auf, welches er 1935 mit dem Staatsexamen und 1936 mit der Promotion zum Dr. med. dent. beendete. Er war zunächst als wissenschaftlicher Assistent an der Universitätszahnklinik in Köln und später als Oberassistent an der Universitätszahnklinik in Frankfurt am Main sowie an der Akademie für zahnärztliche Fortbildung in Berlin tätig. 
Tamblé, der laut SPD-Kandidatenvorstellung zur Bundestagswahl von 1969 die Hitlerzeit als junger und kritischer Mensch erlebte, beantragte am 22. November 1935 die Aufnahme in die NSDAP und wurde rückwirkend zum 1. November desselben Jahres aufgenommen (Mitgliedsnummer 6.934.585). Von 1939 bis 1945 nahm er als Soldat am Zweiten Weltkrieg teil und wurde als Stabsarzt eingesetzt. 
1946 ließ er sich als Zahnarzt in Westerland nieder. Ferner war er Oberstabsarzt der Reserve der Bundeswehr.
Tamblé war verheiratet und hatte drei Kinder.

## Abgeordneter
Tamblé, Mitglied der SPD, war ab 1951 Ratsmitglied der Stadt Westerland. Dem Deutschen Bundestag gehörte er vom 25. April 1960, als er für den verstorbenen Abgeordneten Wilhelm Gülich nachrückte, bis 1972 an. Er war stets über die Landesliste der SPD Schleswig-Holstein ins Parlament eingezogen.

## Öffentliche Ämter
Tamblé war von 1955 bis 1962 Bürgervorsteher der Stadt Westerland.

## Ehrungen
- 1974: Verleihung des Großen Verdienstkreuzes des Verdienstordens der Bundesrepublik Deutschland durch Ministerpräsident Dr. Gerhard Stoltenberg für das Engagement sowohl als Mitglied des Bundestags als auch auf lokaler Ebene als Stadtvertreter und Bürgervorsteher.[4]